# امکوانی

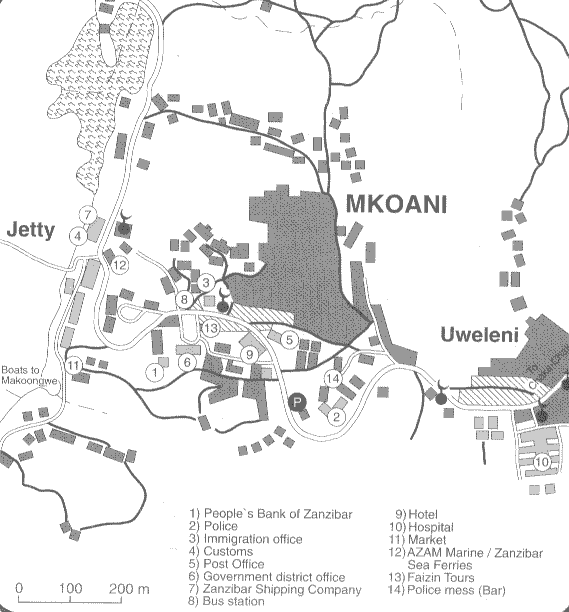
موقعیت شهرستان امکوانی در نقشه استان پمبای جنوبی

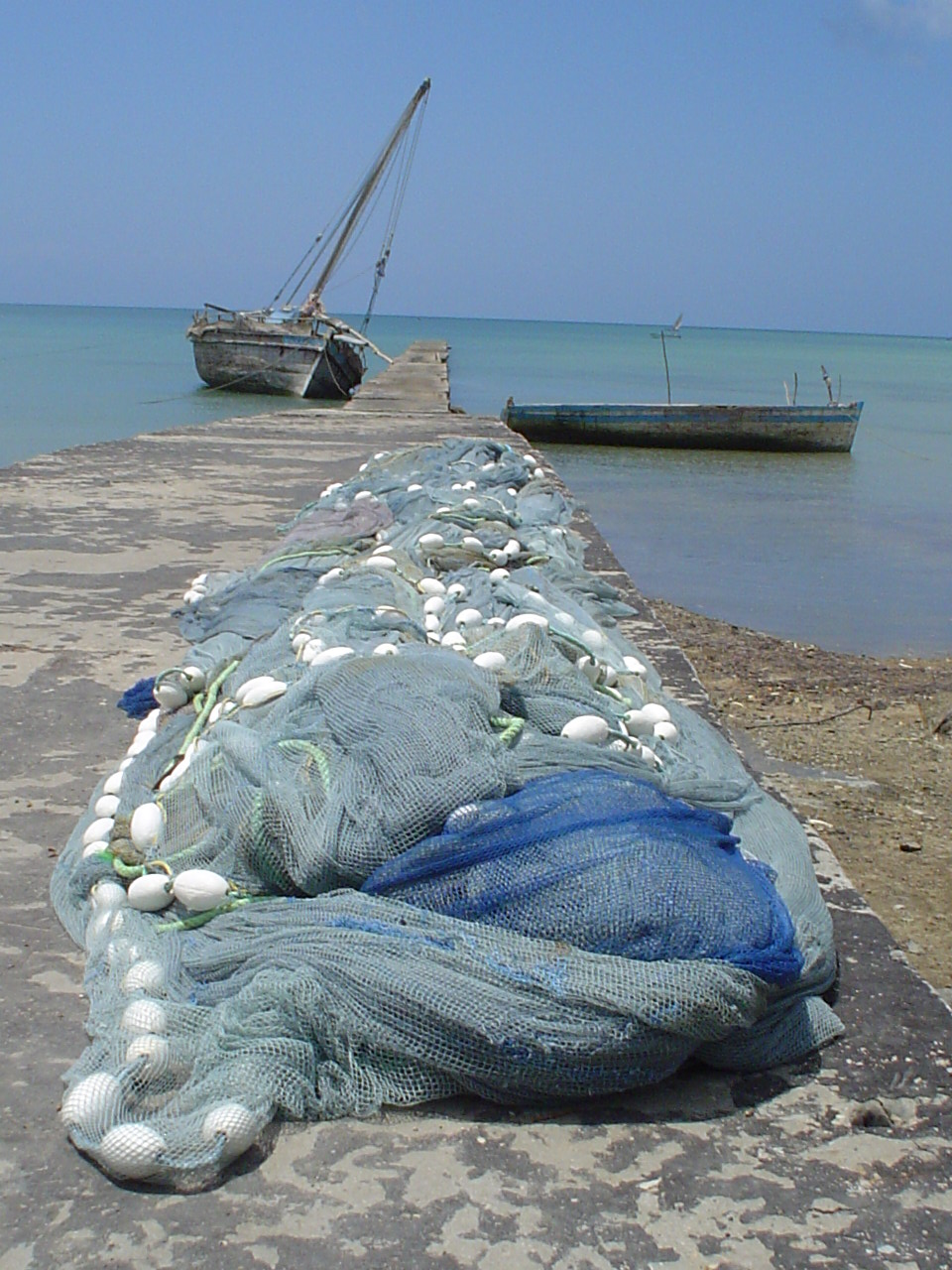
نمایی از یک اسکله در شهرستان امکوانی

امکوانی یکی از شهرهای کشور تانزانیا می‌باشد که در جزیره پمبا واقع شده‌است. این شهر مرکز استان پمبای جنوبی می‌باشد.